# Satochi
Satochi es el baterista y también ha compuesto y escrito la letra de alguna canción del grupo Mucc.

## Biografía
Takayasu Satoshi nace el 12 de agosto de 1979 en la ciudad de Mito, Prefectura de Ibaraki (Japón). La primera vez que toca la batería es en el festival cultural del colegio estando en el 9.º grado, el cantante del grupo con el que toca es su amigo y posterior miembro de Mucc, Tatsurou. A pesar de que su profesor de música le dijo que tenía aptitudes y que le recomendaba que continuase con la batería, el prefirió empezar a tocar la guitarra. Pero todo cambió cuando un día un amigo suyo le dejó una actuación del famoso grupo japonés Luna Sea, impresionado por el concierto, SATOchi decidió que quería convertirse en músico profesional y volver a la batería. Durante los primeros años de instituto perdió el contacto con Tatsurou pero cuando estaba en 3.º volvieron a encontrarse y se unió a él, Miya y Hiro formando Mucc. Al principio solo como batería para conciertos, pero tras varias actuaciones fue invitado a unirse de forma oficial al grupo. Satochi siempre ha estado ayudado en estudio por el batería de Sons of all Pussys, Sakura, excepto en el último disco de estudio del grupo Gokusai (極彩), ya que en propias palabras de Satochi "Esta vez quería hacerlo yo por mi cuenta, además Sakura no tenía tiempo. Queríamos que "Gokusai" fuera más nuestro."

## Proyectos Musicales
Fuera de Mucc Satochi no ha participado en ningún grupo (ni oficial ni de sesión) ni como músico ni en tareas de producción.

## Equipo

### Batería
- Pearl CARBONPLY MAPLE DRUM-SET
- Pearl CARBONPLY MAPLE BASS-DRUM 24INCH
- Pearl MAPLE "PANDA" BASS-DRUM 26INCH

### Platillos
- SABIAN CYMBALS